# Linea W
La linea W Broadway Local è una linea della metropolitana di New York, che collega la città da nord-est, con capolinea presso la stazione di Astoria-Ditmars Boulevard, a sud-ovest, con capolinea presso South Ferry-Whitehall Street. È indicata con il colore giallo girasole poiché la trunk line utilizzata a Manhattan è la linea BMT Broadway.
La linea fu soppressa a causa di problemi di bilancio nel giugno 2010, salvo venire poi riattivata nel novembre 2016, in sostituzione della linea Q, che è stata deviata a partire dal 1º gennaio 2017 sulla nuova linea IND Second Avenue.

## Storia

### 2001-2010
La linea W fu attivata il 22 luglio 2001, quando i binari in direzione nord del ponte di Manhattan vennero chiusi per lavori, in sostituzione della linea B. Quest'ultima linea infatti attraversava Manhattan e Brooklyn, con capolinea presso Coney Island-Stillwell Avenue, utilizzando il ponte di Manhattan e, quando iniziarono i lavori sul ponte, venne divisa in due tronconi, quello nord continuò ad essere idnetificato come linea B, quello sud diventò la linea W.
La linea W iniziava presso Coney Island, svolgeva un servizio locale sulla linea BMT West End, uno espresso sulla linea BMT Fourth Avenue, precorreva i due binari sud del ponte di Manhattan, si immetteva nella linea BMT Broadway, dove il servizio era espresso fino a 49th Street, e poi percorreva la linea BMT Astoria con un servizio espresso durante le ore di punta. Di sera, il capolinea nord era 57th Street-Seventh Avenue; quello sud era invece 36th Street di notte, e Atlantic Avenue-Pacific Street durante i feriali.
Dopo gli attentati dell'11 settembre 2001, la linea N venne momentaneamente sospesa, permettendo alla linea W di svolgere un servizio locale e continuo tra Ditmars Boulevard e Coney Island, fatta eccezione per la tratta a nord di 36th Street, a Brooklyn, dove il servizio era espresso. Durante la notte, la linea era suddivisa in due tronconi, uno a Manhattan da Astoria-Ditmars Boulevard a 34th Street, e uno a Brooklyn tra 36th Street e Coney Island. Il 28 ottobre 2001, le linee N e W ripresero i loro percorsi originari. Il 15 gennaio 2002, il servizio espresso ad Astoria, oramai impopolare tra i residenti, fu sospeso e il capolinea della linea venne definitivamente spostato da 57th Street a Ditmars Boulevard. Sempre nel 2002, l'8 settembre, a seguito della chiusura della stazione di Coney Island-Stillwell Avenue per lavori, la linea W iniziò a svolgere nuovamente un servizio continuo tra Astoria e Coney Island.
In seguito, il 22 febbraio 2004, quando furono riaperti i quattro binari sul ponte di Manhattan, la linea W assunse il suo percorso definito, tra Ditmars Boulevard e South Ferry-Whitehall Street; il servizio era locale e la linea era attiva tra le 7:00 e le 21:30. Il servizio a Brooklyn era, invece, assicurato dalla linea D. Il 27 luglio 2008, l'orario di chiusura venne prolungato fino alle 23:00; tuttavia il 24 marzo 2010, la MTA comunicò la volontà di eliminare la linea W a causa di problemi di bilancio, e il 25 giugno alle 22:50 l'ultimo treno della linea lasciò Whitehall Street in direzione Astoria. La linea W fu rimpiazzata dalle linee N e Q.

### 2015-presente
Nel luglio 2015, la MTA annunciò che stava prendendo in considerazione di riattivare la linea W per mantenere lo stesso livello di servizio sulla linea BMT Astoria, una volta che la linea Q sarebbe stata reindirizzata sulla nuova linea IND Second Avenue. Il 19 febbraio 2016, la MTA ha dichiarato che la linea sarebbe stata riattivata a novembre dello stesso anno, effettuando lo stesso tipo di servizio che svolgeva al momento della chiusura. La linea è stata quindi riattivata il 7 novembre 2016.

## Il servizio
La linea W Broadway Local è attiva solo nei gironi feriali dalle 6:30 alle 23:00 e ha un tempo di percorrenza di circa 40 minuti, fermando in tutte le 7 stazioni della linea BMT Astoria e in tutte le 16 della linea BMT Broadway. Nei fine settimana e di notte il servizio è assicurato dalle linee N e Q.
Possiede interscambi con 21 delle altre 24 linee della metropolitana di New York, con le quattro linee della Port Authority Trans-Hudson, con numerose linee automobilistiche gestite da MTA Bus, NJT Bus e NYCT Bus, con il Roosevelt Island Tramway e con il traghetto Staten Island Ferry.

### Le stazioni servite
| Stazione                          |  | Interscambi con la metropolitana                            | Altri Interscambi              |
| --------------------------------- |  | ----------------------------------------------------------- | ------------------------------ |
| Queens                            |  |                                                             |                                |
| Astoria-Ditmars Boulevard         |  | N                                                           | MTA Bus                        |
| Astoria Boulevard                 |  | N                                                           | MTA Bus · NYCT Bus             |
| 30th Avenue                       |  | N                                                           | MTA Bus                        |
| Broadway                          |  | N                                                           | MTA Bus                        |
| 36th Avenue                       |  | N                                                           | MTA Bus                        |
| 39th Avenue                       |  | N                                                           | MTA Bus                        |
| Queensboro Plaza                  |  | 7 · N                                                       | MTA Bus · NYCT Bus             |
| Manhattan                         |  |                                                             |                                |
| Lexington Avenue/59th Street      |  | 4 · 5 · 6 · N · R                                           | MTA Bus · NYCT Bus             |
| Fifth Avenue-59th Street          |  | N · R                                                       | NYCT Bus                       |
| 57th Street-Seventh Avenue        |  | N · Q · R                                                   | NYCT Bus                       |
| 49th Street                       |  | N · R                                                       | NYCT Bus                       |
| Times Square-42nd Street          |  | 1 · 2 · 3 · 7 · A · C · E · N · Q · R · 42nd Street Shuttle | MTA Bus · NJT Bus · NYCT Bus   |
| 34th Street-Herald Square         |  | B · D · F · M · N · Q · R                                   | PATH · MTA Bus · NYCT Bus      |
| 28th Street                       |  | R                                                           |                                |
| 23rd Street                       |  | R                                                           | MTA Bus · NYCT Bus             |
| 14th Street-Union Square          |  | 4 · 5 · 6 · L · N · Q · R                                   | NYCT Bus                       |
| Eighth Street-New York University |  | R                                                           | NYCT Bus                       |
| Prince Street                     |  | R                                                           | NYCT Bus                       |
| Canal Street                      |  | 4 · 6 · J · N · Q · R · Z                                   | NYCT Bus                       |
| City Hall                         |  | R                                                           | NYCT Bus                       |
| Cortlandt Street                  |  | R                                                           | PATH · MTA Bus · NYCT Bus      |
| Rector Street                     |  | R                                                           | MTA Bus · NYCT Bus             |
| South Ferry-Whitehall Street      |  | 1 · R                                                       | Staten Island Ferry · NYCT Bus |

## Il materiale rotabile
Al momento della chiusura nel 2010, sulla linea W veniva usato un solo tipo di materiale rotabile, gli R160, prodotti dalla Alstom e dalla Kawasaki Heavy Industries. Dal 2016, la linea W utilizza sempre degli R160 e in aggiunta, durante le ore di punta, degli R68. Il deposito assegnato alla linea è quello di Coney Island.